# Osanna
Osanna (latino osanna, Koinè ὡσαννά, hōsanná) deriva dall'ebraico הושענא "Hoshana", col significato di aiutaci, salvaci, ed è la forma abbreviata dell'aramaico hôšî‘â-nā הושע נא‎, che significa "salvaci (riscattaci), Salvatore".
Osanna è un'interiezione biblica che si trova come acclamazione liturgica nella religione ebraica e cristiana.

## Nella Bibbia
Nella Bibbia, sia nei libri in ebraico che nel Nuovo Testamento, Osanna è usato soltanto col significato di "aiuto, sollievo" o "dona (a noi) (la) salvezza". Poteva essere gridato al passaggio del re per chiedere il suo aiuto (come in 2 Re 6,26-27), ma nei Salmi era spesso indirizzato a Dio. Questo significato è comune nelle altre lingue antiche: il latino "salus" e il greco "Σωτήρ" significano sia salute che salvezza, dell'anima e del corpo.
Il termine greco ὡσαννά è il saluto di reverenza e adorazione che, nel Nuovo Testamento, le folle rivolgono a Gesù che entra a Gerusalemme, Osanna! Benedetto colui che viene nel nome del Signore, tutti con riferimento alle profezie (come Zaccaria 9:9), e a Davide, Re di Israele. 

Il termine Osanna non compare nei libri greci dell'Antico Testamento.

## Nell' Ebraismo
Nella liturgia ebraica, la parola si applica esclusivamente per il Servizio di Hoshana, un ciclo di preghiere di cui si canta una selezione al mattino durante la settimana della Sukkot, meglio nota come la Festività delle Capanne o Festività dei Tabernacoli. L'intero ciclo è poi cantato nell'ultimo giorno, in ebraico Hoshaná Rabbah (הושענא רבא, "Gran Osanna").
Nella liturgia ebraica la parola è usata nella sua versione più antica di Hoshana.

## Nel Cristianesimo
Oltre ad essere una forma di saluto e preghiera riservata soltanto a Dio come nell'ebraismo, per i cristiani è anche un grido di giubilo, pronunciato con una diversa intonazione.

### Tradizione cattolica
Nella liturgia cattolica il termine è utilizzato nel Sanctus.
Santo, santo, santo, il Signore Dio dell'universo
i cieli e la terra sono pieni della sua gloria
Osanna, nell'alto dei cieli!
Benedetto colui che viene nel nome del Signore
Osanna, nell'alto dei cieli!
Oltre alla preghiera del Sanctus, l'Osanna al Figlio di David è un noto inno cantato la Domenica delle Palme per ricordare l'ingresso del Messia a Gerusalemme.